# Кантрі-Сквайр-Лейкс (Індіана)
Кантрі-Сквайр-Лейкс (англ. Country Squire Lakes) — переписна місцевість (CDP) в США, в окрузі Дженнінґс штату Індіана. Населення — 3558 осіб (2020).

## Географія
Кантрі-Сквайр-Лейкс розташоване за координатами 39°2′17″ пн. ш. 85°41′7″ зх. д. / 39.03806° пн. ш. 85.68528° зх. д. (39.037942, -85.685283).  За даними Бюро перепису населення США в 2010 році переписна місцевість мала площу 7,00 км², з яких 6,64 км² — суходіл та 0,36 км² — водойми.

## Демографія
Згідно з переписом 2010 року, у переписній місцевості мешкала 3571 особа в 1307 домогосподарствах у складі 910 родин. Густота населення становила 510 осіб/км².  Було 1776 помешкань (254/км²).
Расовий склад населення:
| - 93,0 % — білих - 1,2 % — чорних або афроамериканців - 0,2 % — азіатів - 0,1 % — корінних американців - 3,3 % — осіб інших рас |

До двох чи більше рас належало 2,2 %. Частка іспаномовних становила 5,4 % від усіх жителів.
За віковим діапазоном населення розподілялося таким чином: 29,2 % — особи молодші 18 років, 59,6 % — особи у віці 18—64 років, 11,2 % — особи у віці 65 років та старші. Медіана віку мешканця становила 35,2 року. На 100 осіб жіночої статі у переписній місцевості припадало 102,3 чоловіків;  на 100 жінок у віці від 18 років та старших — 101,7 чоловіків також старших 18 років.
Середній дохід на одне домашнє господарство  становив 38 754 долари США (медіана — 31 156), а середній дохід на одну сім'ю — 43 761 долар (медіана — 36 912). Медіана доходів становила 30 889 доларів для чоловіків та 25 139 доларів для жінок. За межею бідності перебувало 32,7 % осіб, у тому числі 50,3 % дітей у віці до 18 років та 4,7 % осіб у віці 65 років та старших.
Цивільне працевлаштоване населення становило 1289 осіб. Основні галузі зайнятості: виробництво — 41,7 %, освіта, охорона здоров'я та соціальна допомога — 17,4 %, роздрібна торгівля — 16,1 %.